# XPInstall
XPI или также XPInstall (Cross-Platform Install; произносится: zippy) — формат данных Mozilla Foundation для инсталляции расширений ПО.
Формат используется программами SeaMonkey, Mozilla Firefox, Mozilla Thunderbird и другим XUL-ПО.
XPI-файл (*.xpi) — ZIP-контейнер, который содержит инсталляционный файл install.rdf и другие данные.
Файл .XPI может содержать компоненты, которые устанавливаются вместе с браузером по умолчанию, или может содержать расширения, такие как плагины веб-браузера.

## Строение
.xpi файл схож по строению с .zip файлом, т.е. его структура такова:
1. Входящие в архив файлы;
2. Структура основного каталога архива;
3. Конец основной структуры.

Это означает, что существует возможность чтения xpi файлов с помощью zip архиваторов.